# Побег из тюрьмы в Вуме
Побег из тюрьмы в Вуме произошёл 25 сентября 2018 года, когда амбазонские сепаратисты атаковали тюрьму в Вуме, Северо-Западный регион, Камерун. Нападение стало третьим в своём роде с начала англоязычного кризиса и было связано с попытками сепаратистов помешать проведению президентских выборов в Камеруне в 2018 году на территории бывшего Южного Камеруна.

## Побег
Сообщается, что побег произошёл примерно в 10 часов вечера, хотя лидер «Тигров Амбазонии» Нчиа Мартин Ачуо заявил, что он произошёл в 4 утра. Ачуо утверждал, что целью нападения было освобождение невинных людей, которые недавно были арестованы.
Сообщалось, что сепаратистские бойцы были хорошо вооружены и сумели подавить тюремную охрану после тяжелой перестрелки. После атаки правительство Камеруна подтвердило, что около 100 заключенных сбежали. «Тигры Амбазонии» же заявили, что точное число составило 106. Днём позже другой источник скорректировал число до 117.

## Последствия
После побега из тюрьмы Камерун начал военные репрессии в этом районе, а также начал поиски сбежавших по всему Менчуму. По словам военных, 30 заключенных были повторно арестованы в течение дня. Чтобы предотвратить будущие побеги из тюрем, Камерун также ускорил свои усилия по перемещению заключенных из небольших тюрем в центральную тюрьму Баменды.